# Kees van Dongen
Kees van Dongen, właśc. Cornelis Theodorus Maria van Dongen (ur. 26 stycznia 1877 w Rotterdamie, zm. 28 maja 1968 w Monte Carlo) – francuski malarz i ilustrator pochodzenia holenderskiego.

## Życiorys
Od 1897 mieszkał w Paryżu. Malował głównie portrety paryskich aktorów i ludzi sceny a jego sztuka zbliżona była do neoimpresjonizmu. Po 1905 związał się z fowistami. Jego prace charakteryzowała intensywność kontrastujących ze sobą kolorów, surowy realizm i czarne kontury. W 1908 wystawiał swoje prace w Dreźnie wraz z niemiecką grupą ekspresjonistów Die Brücke. Po pobycie w Hiszpanii w 1911 zmienił nieco styl. Zaczął malować głównie dekoracyjne portrety kobiet. W latach 20. zrobił karierę jako portrecista kosmopolitycznych salonów.

## Prace
- La femme aux bijoux (1905),
- Portrait de Guus (1906-1907),
- Portrait d’une chanteuse de cabaret (1908),
- La dame au chapeau vert (1908),
- Portrait d’Adèle Besson (1908),
- Femmes à la balustrade (1911).